# Championnat du Commonwealth d'échecs
Le championnat du Commonwealth d'échecs est une compétition qui rassemble les joueurs d'échecs des pays du Commonwealth .

## Vainqueurs
| #   | Année | Ville          | Vainqueur                                                     |
| --- | ----- | -------------- | ------------------------------------------------------------- |
| (1) | 1950  | Oxford         | William Fairhurst (SCO)                                       |
| 1   | 1983  | Melbourne      | Ian Rogers (AUS) & Gregory Hjorth (AUS)                       |
| 2   | 1984  | Hong Kong      | Kevin Spraggett (CAN) & Murray Chandler (ENG)                 |
| 3   | 1985  | Londres        | Praveen Thipsay (IND)                                         |
| 4   | 1986  | Londres        | Devaki V. Prasad (IND)                                        |
| 5   | 1987  | Londres        | Murray Chandler (ENG)                                         |
| 6   | 1988  | Londres        | Gary Lane (ENG) & Michael Adams (ENG)                         |
| 7   | 1989  | Londres        | Ian Rogers (AUS)                                              |
| 8   | 1991  | Londres        | Michael Adams (ENG)                                           |
| 9   | 1992  | Kuala Lumpur   | Colin McNab (SCO)                                             |
| 10  | 1993  | Londres        | Jonathan Speelman (ENG)                                       |
| 11  | 1996  | Calcutta       | Poorna Sharma Mithrakanth (IND)                               |
| 12  | 1999  | Bikaner        | Alexander Baburin (IRL) (hors compétition) Atanu Lahiri (IND) |
| 13  | 2000  | Sangli         | Krishnan Sasikiran (IND)                                      |
| 14  | 2001  | Londres        | Pentala Harikrishna (IND)                                     |
| 15  | 2003  | Mumbai         | Nguyen Anh Dung (VIE) (hors compétition) Dibyendu Barua (IND) |
| 16  | 2004  | Mumbai         | Nigel Short (ENG)                                             |
| 17  | 2006  | Mumbai         | Nigel Short (ENG)                                             |
| 18  | 2007  | New Delhi      | Ramachandran Ramesh (IND)                                     |
| 19  | 2008  | Nagpur         | Nigel Short (ENG)                                             |
| 20  | 2009  | Singapour      | Enrique Paciencia (SIN)                                       |
| 21  | 2010  | New Delhi      | Rajaram Laxman (IND)                                          |
| 22  | 2011  | Ekurhuleni     | Gawain Jones (ENG)                                            |
| 23  | 2012  | Chennai        | Babu M.R. Lalith (IND)                                        |
| 24  | 2013  | Port Elizabeth | Abhijeet Gupta (IND)                                          |
| 25  | 2014  | Glasgow        | Deep Sengupta (IND)                                           |
| 26  | 2015  | New Delhi      | Abhijeet Gupta (IND)                                          |
| 27  | 2016  | Kalutara       | Abhijeet Gupta (IND)                                          |
| 28  | 2017  | New Delhi      | Abhijeet Gupta (IND)                                          |
| 29  | 2018  | New Delhi      | Karthikeyan P (IND)                                           |
| 30  | 2019  | New Delhi      | Abhijeet Gupta (IND)[1]                                       |

## Histoire
Un premier championnat est prévu en Nouvelle-Zélande en 1949, mais il est annulé car la fédération britannique des échecs ne peut pas y assister.

### Oxford 1950
En 1950, un championnat informel toutes rondes a lieu à Oxford alors que les joueurs les plus forts du Canada (Daniel Yanofsky), de la Nouvelle-Zélande (Robert Wade) et de l'Afrique du Sud (Wolfgang Heidenfeld) se trouvent tous en Angleterre. A ce groupe se joignent un Anglais, un Ecossais et un Australien prometteur. William Fairhurst, l'Ecossais, remporte ce championnat officieux.

### Melbourne 1983
Formée en 1981, la Commonwealth Chess Association, qui gère le tournoi, planifie un championnat en 1982 au Nigéria, qui ne peut finalement pas se tenir. Le tournoi va finalement se jouer l'année d'après en Australie, à Melbourne, sous forme de système suisse de 1983. Il est remporté par Ian Rogers et Gregory Hjorth, tous deux Australiens.

### Hong Kong 1984
Les vainqueurs du tournoi de Hong Kong de 1984 sont Kevin Spraggett (Canada) et Murray Chandler (Angleterre). Le Bangladais Niaz Murshed réalise une norme de GMI lors de ce tournoi. Il sera plus tard premier Bangladais à recevoir ce titre.

### Londres 1985
Les vainqueurs du tournoi de Londres de 1985 sont Praveen Thipsay (Inde) et Kevin Spraggett.

### Londres 1987
L'édition de 1987 se déroule au Park Lane Hotel, à Londres, du 22 au 31 août. Le vainqueur est l'Anglais Murray Chandler, qui termine à la première place avec 8 points sur 10, à égalité avec Michael Wilder, ressortissant américain non membre du Commonwealth.

### Londres 1988
En 1988,le titre se joue lors du 12e Lloyds Bank Masters, joué au Ramada Inn, à Londres, du 20 au 29 août 1988. le titre de champion était partagé par Gary Lane et Michael Adams, qui ont tous les deux 8 points sur 10 possibles. À l'époque, Gary Lane était enregistré comme joueur anglais.

### Londres 1989
En août 1989, le championnat se tient au Cumberland Hotel, Marble Arch à Londres. C'est la quatrième édition consécutive qui se joue dans la capitale britannique. Elle est remportée par l'Australien Ian Rogers. Le titre lui est décerné à la suite de sa performance aux 13e Lloyds Bank Masters, remporté par l'inéligible Géorgien Zurab Azmaiparashvili qui l'emporte avec une score de 8½. Ian Rogers termine, lui, sur le score de 8 points.

### Calcutta 1996
A Calcutta, l'Indien Mithrakanth remporte l'édition de 1996 sur ses terres. Avec 7,5 / 10, il devance d'un demi-point Gokhale, Sriram, Praven Thipsay et Colin McNab, tous à égalité pour la deuxième place. La jeune Subbaraman Vijaylakshmi, 17 ans, se distingue en remportant le titre féminin et une norme de Maître international.

### Bikaner 1999
Le grand maître international irlandais Alexander Baburin reste invaincu tout au long du championnat et termine sur un score de  8,5 / 10. Toutefois, comme l'Irlande n'est pas membre du Commonwealth, le titre va à l'Indien Atanu Lahiri, plus haut classé éligible au titre.

### Sangli 2000
Avec 72 joueurs participants, le championnat se joue sous la forme d'un tournoi suisse de 11 rondes. Quatre joueurs terminent avec 8,5/11 : Max Sorokin, Krishnan Sasikiran, Evegeny Vladimirov et Aleksander Fominih . Max Sorokin remporte le championnat après départage, mais le titre va à Krishnan Sasikiran, premier ressortissant du Commonwealth et donc premier éligible au titre.

### Londres 2001
Les championnats d'échecs du Commonwealth sont incorporés dans l'événement échiquéen du Mind Sports Olympiad, intitulé "The Ron Banwell Masters", qui se tient à l' Université de Southbank. L'Inde y envoie un fort contingent de Grands maîtres internationaux et l'événement est remporté par l'un d'eux, Pentalyu Harikrishna.

### Bombay 2003
Le Vietnamien Anh Dung Nguyen termine en tête avec 8,5 / 10, le titre de champion du Commonwealth va à l'Indien Dibyendu Barua, seulement 4e.

### Bombay 2004
L'édition 2004 du championnat du Commonwwealth a lieu à Mumbai, en Inde. Nigel Short l'emporte.
L'édition de 2005, pourtant programmée, est quant à elle annulée.

### Bombay 2006
L'édition est remportée par Nigel Short avec le score presque parfait de 9/10. Les Indiens Chanda Sandipan et MR Venkatesh ont marqué 8/10 pour les 2e-3e places.

### New Delhi 2007
Parrainé par Parvnath Developers Ltd., le tournoi de 2007 s'est tenu au complexe sportif Sirifort de Khel, à New Delhi,en Inde. L'association échiquéenne de Dehli, (en anglais : Delhi Chess Association) organise l'événement au nom de la All India Chess Federation (fédération des échecs de toute l'Inde) et de la Commonwealth Chess Association(association d'échecs du Commonwealth). Le tournoi se déroule sous le forme d'un système suisse de dix rondes qui a vu s'affronter le nombre record de 282 participants issus de onze États du Commonwealth: l'Australie, le Bangladesh, l'Angleterre, l'Inde, la Malaisie, les Maldives, le Pakistan, Singapour, l'Afrique du Sud, le Sri Lanka et Trinité-et-Tobago. 13 grands maîtres, 35 maîtres internationaux, 5 grands maîtres féminins et 7 maîtres internationaux féminins. La somme totale des prix s'élevait à 20 000 $, dont 4 000 $ pour le seul gagnant.
L'ancien champion britannique, le GMI Ramachandran Ramesh remporte les trois dernières rondes pour égaler la tête de série Surya Shekhar Ganguly avec 8½ / 10 points. Ramesh remporte ensuite le titre au départage, alors que les prix sont eux partagés (environ 2400€).
Abhijeet Gupta termine troisième avec 8 points, et remplit les conditions pour réaliser une norme de Grand maître international et devenir le 17e Grand Maître indien. Il remporte également le prix des moins de 20 ans. Dronavalli Harika remporte pour sa part le titre féminin pour la deuxième année consécutive terminant à la septième place au classement général. Il y a trois médailles (or, argent et bronze) décernées dans chacune des quinze catégories : dans l'ensemble, femmes, seniors, moins de 20 ans, filles de moins de 20 ans et garçons et filles de moins de 18 ans, de moins de 16 ans, de moins de 14 ans, de moins de 12 ans et de moins de 10 ans. Les joueurs indiens se distinguent en remportant 44 des 45 médailles possibles. La seule médaille leur échappant lors de cette édition a été remportée par l'Anglais Gawain Jones : une médaille de bronze dans la catégorie des moins de 20 ans.

### Nagpur 2008
Le tournoi de 2008 a eu lieu dans la ville orange de Nagpur au centre Navedhyam Celebration Center. Le tournoi a été remporté par le déjà double champion Nigel Short qui reçoit un prix de 1 800 000 roupies.

### Singapour 2009
Le tournoi de 2009 devait à l'origine se tenir à Ipoh, en Malaisie, mais déménage finalement à Singapour, où il a lieu en même temps que le 6ème festival international d'échecs de Singapour. Il est remporté par le maître international singapourien Enrique Paciencia, avec un score de 7,5 / 9. L'Indien Jayaram Ashwin termine deuxième avec 6,5 / 9, et l'Australien Max Illingworth, troisième, sur un score 6/9.